# Chinnavedampatti
Chinnavedampatti es una ciudad y nagar Panchayat situada en el distrito de Coimbatore en el estado de Tamil Nadu (India). Su población es de 20079 habitantes (2011). Se encuentra a 5 km de Coimbatore.

## Demografía
Según el censo de 2011 la población de Chinnavedampatti era de 20122 habitantes, de los cuales 10258 eran hombres y 9864 eran mujeres. Chinnavedampatti tiene una tasa media de alfabetización del 85,55%, superior a la media estatal del 80,09%: la alfabetización masculina es del 90,62%, y la alfabetización femenina del 80,30%.